# DRG E 91 sorozat
A DB 191 sorozat (korábban DRG E 91 sorozat) egy német C'C' tengelyelrendezésű villamosmozdony-sorozat volt. 1925 és 1927 között gyártotta a Krauss és a WASSEG. 1975-ben selejtezték. Jelenleg a sorozat egyik tagja a Bahnpark Augsburgban található.